# Şehzade Mehmed

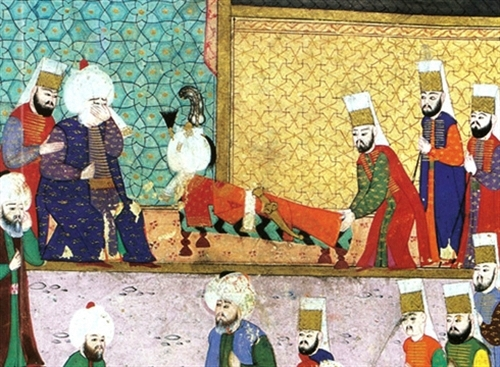
Einzug des Sarges von Mehmed in Istanbul, Osmanische Miniaturmalerei, 1585

Şehzade Mehmed (* 31. Oktober 1522 in Istanbul; † 7. November 1543 in Manisa) war ein osmanischer Prinz (Şehzade) und Sohn von Süleyman I. Bis zu seinem Tod galt er als Thronfolger.

## Leben
Şehzade Mehmed wurde 1522 im Eski Saray als Sohn von Süleyman I. und dessen Lieblingsgemahlin Hürrem Sultan geboren. Süleyman belagerte zu diesem Zeitpunkt Rhodos. Die Nachricht von Mehmeds Geburt erreichte am 3. Oktober das Kriegslager und wurde mit Opfergaben und Almosenverteilung gefeiert. Mehmeds Beschneidung wurde gemeinsam mit der seiner Brüder Şehzade Mustafa und Şehzade Selim am 27. Juni 1530 aufwendig gefeiert.
Im Februar 1534 wurde Mustafa zum Gouverneur von Manisa bestimmt, wie es für Prinzen üblich war. Mehmed blieb allerdings in der Hauptstadt und begleitete seinen Vater 1537 bei seinem Feldzug nach Korfu, der mit einer fehlgeschlagenen Belagerung endete. Im Jahr 1541 begleiteten Mehmed und seine jüngeren Bruder Selim und Şehzade Bayezid den Vater bei der Belagerung von Buda. Süleyman ernannte Mehmed, seinen zweiten und Lieblingssohn, bald danach zum Thronfolger und berief ihn zum Sandschakbey von Manisa. Selim machte er zum Gouverneur von Karaman. Şehzade Mustafa wurde am 16. Juni 1541 nach Amasya entsandt. Mehmed trat kurz nach seiner Ankunft in Manisa am 12. November 1542 offiziell sein Amt als Gouverneur an.
Seine Mutter begleitete ihn jedoch nicht zu seinem Provinzposten. Aus einem Register in Manisa geht hervor, dass sie Mehmed jedoch 1543 besuchte. Im selben Jahr reiste sie auch zu ihrem jüngeren Sohn Prinz Selim, der zum Gouverneur von Karaman ernannt worden war. Mehmeds einziges Kind, Hümaşah Sultan wurde dort geboren.
Der Reiseschriftsteller und Chronist Evliya Çelebi beschrieb Mehmed als Prinz mit „einem durchdringenden Verstand und einem subtilen Urteilsvermögen. Suleiman hatte beabsichtigt, dass er sein Nachfolger sein würde, aber der Mensch schlägt vor und Gott verfügt.“ Damit spielte Çelebi auf den frühen Tod von Mehmed an. Şehzade Mehmed erkrankte am 31. Oktober 1543 schwer und starb nur wenige Tage später am 7. November. Es wird vermutet, dass er an einer Pockenerkrankung verstarb. Am nächsten Tag brachten Lala Kara Mustafa Pascha und der Defterdar İbrahim Çelebi seinen Leichnam nach Istanbul, wo er in der Beyazıt-Moschee beigesetzt wurde. Nach seinem Tod ersetzte ihn sein jüngerer Bruder Selim als Gouverneur von Manisa.
Nach Mehmeds Tod ließ Süleyman den Architekten Sinan in Istanbul die Şehzade-Moschee bauen, um Mehmeds zu gedenken. Sein Leichnam wurde dorthin umgebettet. Außerdem komponierte Suleiman eine Elegie für Mehmed und beendete das Gedicht mit der Zeile „Der angesehenste der Prinzen, mein Sultan Mehmed“.